# Pterogobius zacalles
Pterogobius zacalles és una espècie de peix de la família dels gòbids i de l'ordre dels perciformes.

## Hàbitat
És un peix marí, de clima temperat i demersal que viu entre 0-5 m de fondària.

## Distribució geogràfica
Es troba al Japó i l'Illa Cheju (Mar Groc).

## Observacions
És inofensiu per als humans.